# 天爐座γ
天爐座γ，又名CD-25 1120，HD 17713、SAO 168081、HR 844，是天爐座的一颗恒星，视星等为6.14，位于銀經214.12，銀緯-63.29，其B1900.0坐标为赤經2h 45m 25.1s，赤緯-24° -63.29′ 17″。